# Harald Tschesche
Harald Tschesche (* 7. Juni 1935 in Göttingen) ist ein deutscher Chemiker (Biochemie).
Tschesche promovierte 1962 an der Universität Heidelberg und habilitierte sich 1970 an der Ludwig-Maximilians-Universität München. Dort wurde er 1972 Universitätsdozent, 1973 wissenschaftlicher Rat, 1974 Abteilungsvorstand und 1976 außerplanmäßiger Professor. 1977 wurde er ordentlicher Professor an der Universität Bielefeld. Er wohnt in Münster.
1994 erhielt er die Max-Bergmann-Medaille.
Er befasst sich mit Biochemie von Proteinen und synthetischen Proteinase-Inhibitoren mit Anwendung bei der Krebsbekämpfung.

## Schriften (Auswahl)
- mit Helmut Grubmüller, Stefan Seeger: Aufbau, Funktion und Diagnostik biogener Moleküle, in Bergmann-Schaefer Lehrbuch der Experimentalphysik,  Band 5, De Gruyter 2006
- als Herausgeber: Methods in Protein Biochemistry, De Gruyter 2012